# MONSTER EXPRESS
MONSTER EXPRESS（モンスター・エクスプレス）は、日本のプロレス団体DRAGON GATEで活動していたユニットである。

## 概要
2013年8月1日の後楽園ホール大会でMAD BLANKEYとの解散マッチで暁 〜AKATSUKI〜が敗れ解散となる、さらに同日MAD BLANKEYから戸澤陽が追放される。その後、鷹木信悟と戸澤陽、そして戸澤を友達と慕い追う形でMAD BLANKEYを離脱したウーハー・ネイションの3人で共闘していく。
9月12日後楽園大会、Summer Adventure Tag League公式戦でWORLD-1 INTERNATIONAL所属だった土井成樹が吉野正人を裏切り、MAD BLANKEYに加入、そこで同時にWORLD-1 INTERNATIONALの解散を通告。行き場を失った吉野の下へ、戸澤が共闘を提示する。
その結果、吉野が加入しさらにその場でリコシェとしゃちほこBOYもユニット入りした。吉野が加入する条件は二人を加入させることであった。戸澤が二人を加入させた理由はリコシェが「強そうだから」でしゃちを入れた理由は「ええ人そうやから」とのこと。またしゃちはその日体調不良で欠場中のため不在であった。
10月6日博多スターレーン大会で、ユニット名「MONSTER EXPRESS」を発表。さらに同日、吉野&鷹木&戸澤でMAD BLANKEYのB×Bハルク&YAMATO&サイバー・コングとオープン・ザ・トライアングルゲート王座決定戦を行ったが、吉野がYAMATOのギャラリアで敗れユニット初戦を白星で飾る事は出来なかった。
10月10日後楽園大会で、吉野がYAMATOの保持するオープン・ザ・ドリームゲート王座に挑戦し、ソル・ナシエンテ改で奪取に成功。2度目の戴冠を果たし、ユニット結成後初めてのタイトル獲得となった。
その後、防衛を重ねてきた吉野であるが2014年3月2日までミレニアルズと共闘していたリコシェに奪取される。3月6日、中四日での対立しているウーハー・ネイションとの防衛戦にリコシェが勝利。リコシェは自分はMONSTER EXPRESSと宣言し対立していたウーハーとも和解する。
2015年2月28日、大阪・BODYMAKERコロシアムで行われたオープン・ザ・ブレイブゲート選手権試合で戸澤がDia.HEARTSのKzyに勝利し、タイトルを獲得。ドラゴンゲート入団後、タッグでのタイトル獲得は何度かあるものの、個人としては初めての戴冠となった。なお、8月16日現在で6度の防衛を果たしている。
3月1日、B×Bハルクとのオープン・ザ・ドリームゲート選手権試合に敗れたウーハー・ネイションがドラゴンゲートの卒業を発表。その試合後、ヒールユニットのMAD BLANKEY所属メンバーも含め、ドラゴンゲート所属の全選手が挨拶をしてウーハーの卒業を祝った。そして4月13日、ウーハーはかねてから入団の噂があったとされるWWE入団が発表された。
ウーハー卒業と同日に行われたオープン・ザ・ツインゲート統一タッグ選手権試合で吉野、しゃちのアミーゴタッグがMAD BLANKEYのYAMATO、サイバー・コング組から勝利し、タイトルを獲得。その後、2度の防衛を果たすが、6月13日、博多スターレーンで行われたMAD BLANKEYの土井成樹、YAMATO組に敗れタイトルを失った。
6月14日、博多スターレーンで行われたオープン・ザ・ドリームゲート選手権試合で、前日にツインゲートのタイトルを失った吉野がB×Bハルクから勝利しタイトルを奪取。通算3度目の王者に輝いた。なお、3度目の戴冠はCIMA、YAMATOと並び最多タイとなる（2015年6月14日当時）。
また、この試合の結果により同年7月20日に行われる神戸ワールド記念ホールでのメインイベントの試合に立つことが確定した。さらに、この日の試合後に吉野が対戦相手にミレニアルズのT-Hawkを指名。ブレイブゲート王者の戸澤が同じくミレニアルズのEitaを対戦相手に指名した。その後、両者とも防衛成功。
しかし、鷹木信悟が、ドリームゲートのベルト紛失や、現状のMONSTER EXPRESSの状態に不満を持ち、ドリームゲート王者の吉野正人への挑戦を表明。以後吉野と鷹木は対立を深め、溝が埋まらぬまま8月16日の大田区大会にて鷹木が勝利し、タイトルの奪取に成功した。3度目の戴冠は上記3名に次ぐ4人目。試合後、それまで中立を貫いていた戸澤までもが鷹木に対して張り手をし、吉野側についたことで鷹木は孤立しその後脱退。
その後、鷹木がミレニアルズ解散に伴い同じく孤立したT-Hawkと組み土井成樹、YAMATOの持つツインゲートに挑戦するも試合中に鷹木が裏切り土井らと結託。　T-Hawkを流血させるも吉野,戸澤,しゃちが救出に入る。
9月23日、エディオンアリーナ大阪大会後にT-Hawkが正式加入。
2016年2月14日、博多スターレーン大会第四試合終了後、T-Hawkの勧誘によりビッグR清水加入。
9月22日の大田区体育館大会でT-Hawkが吉野正人に対してここ最近の負けが込んでしまっているユニットへの不満を爆発させた。これに対し吉野もマイクで応戦し、25日の神戸サンボーホール大会でのシングル直接対決でもしT-Hawkが勝ったら今後MONSTER EXPRESSは今後自分が中心となってやっていくと言い残し一人で退場。
9月25日、神戸サンボーホール大会第5試合でのT-Hawkと吉野のシングルマッチにVerserKが乱入して試合はノーコンテストに。土井からの加入要請を受けたT-HawkがそのままVerserk入りをしてユニット脱退。その場にいたVerserkのメンバー全員で吉野に攻撃を加えて完全に元チームと決別した。これを受けて同日メインの試合のVerserk（鷹木&土井&サイバー&問題龍）対戸澤&YAMATO&ススム&CIMA組の8人タッグマッチを急遽Verserk側に先ほど加入したばかりのT-Hawkと、戸澤組の方に吉野を加えた10人タッグマッチに変更。試合は戸澤がサイバーにデッドリフト式ジャーマンスープレックスで3カウントを奪い、戸澤組が勝利。試合後に戸澤が11月3日の試合を最後に新天地のアメリカ行きを宣言し、DRAGONGATEからの卒業を発表した。
9月29日、後楽園ホール大会の第6試合前にピーター・カッサが加入。試合はまたもVerserkメンバーの乱入でノーコンテストになると、再試合でしゃちほこBoyから3カウントを奪ったT-Hawkのマイクを皮切りに両陣営が舌戦に。この事態を受けて次回10月12日後楽園ホール大会でのVerserkとMONSTER EXPRESSの5対5完全決着敗者ユニット解散マッチが決定した。
10月12日、後楽園ホール大会メインイベントのVerserkとMONSTER EXPRESSの5対5完全決着敗者ユニット解散マッチで両者が激突。ピーター・カッサ欠場のため5対4の戦いとなってしまったが、数的不利の中でkotoka扮するDr.マッスルのVerserkへの裏切りなども手伝ってユニットは善戦するものの、最後はキャプテン担当の戸澤が鷹木にパンピングボンバーからのフォールで敗北、ユニットの解散が決定した。

## メンバー
- 吉野正人（リーダー）
- 戸澤陽
- ビッグR清水
- しゃちほこBOY

## 期間限定メンバー
- リコシェ
- マイク・サイダル
- アンソニー・ニース
- ピーター・カッサ

## 元メンバー
- ウーハー・ネイション（2015年3月1日卒業）
- 鷹木信悟（2015年8月16日離脱）
- T-Hawk（2016年9月25日離脱）

## 戦績
- オープン・ザ・ドリームゲート王座

第17代：吉野正人
（2013年10月10日獲得、2014年3月2日陥落/防衛4回）
第18代：リコシェ
（2014年3月2日獲得、2014年5月5日陥落/防衛1回）
第21代：吉野正人
（2015年6月14日獲得、2015年8月16日陥落/防衛1回）
- オープン・ザ・ブレイブゲート王座

第27代：戸澤陽
（2015年2月28日獲得/2015年11月1日陥落/防衛6回）
- オープン・ザ・ツインゲート統一タッグ王座

第31代：鷹木信悟&戸澤陽
（2013年12月22日獲得、2014年7月20日陥落/防衛5回）
第36代：吉野正人&しゃちほこBOY
（2015年3月1日獲得、2015年6月13日陥落/防衛2回）
第39代：T-Hawk&ビッグR清水
（2016年3月1日獲得、2016年6月19日陥落/防衛1回）
- オープン・ザ・トライアングルゲート王座

第55代：吉野正人&戸澤陽&T-Hawk
（2015年12月6日獲得、2016年9月4日陥落/防衛5回）
- オープン・ザ・お笑いゲート王座

第22代：戸澤陽
（2015年3月29日獲得/2015年11月14日陥落/防衛1回）
- BEST OF THE SUPER Jr. 優勝

リコシェ（2014年）
- バトル・オブ・ロサンゼルス 優勝

リコシェ（2014年）
- KING OF GATE 優勝

吉野正人（2015年）
- プロレス大賞 技能賞

吉野正人（2013年）

## その他
- 合言葉は「みんなで幸せになろうやないか」　もともとは戸澤が鷹木に共闘を呼び掛ける際に鷹木が大ファンである長渕剛の「しあわせになろうよ」の歌詞を引用したのが、それぞれメンバーが裏切りに遭った（戸澤はマッドブランキー追放、吉野は土井の裏切りに遭いユニット解散等）という背景から定着した。
- 「Too　Eazy！」というウーハー・ネイションの決め台詞の決めポーズがある。（戸澤は若干控えめなポーズ）
- ユニット加入には何がしかに秀でたモンスターであることが条件であり、琴香の加入希望を「お前はモンスターじゃない」と拒否したことがある。スピードモンスターの吉野、パワーモンスターの鷹木、顔が長いまたはスタミナモンスターの戸澤、くちびるまたは声のモンスターのしゃちと、ファイトスタイルや体の特徴など様々である。
- 戸澤がB×Bハルクを勧誘しようとしたが犬猿の仲の鷹木がいることを望月成晃に指摘され断念した。